# جزيرة فاروس
شبه جزيرة فاروس هي شبه جزيرة تقع في مدينة الإسكندرية في جمهورية مصر العربية كانت تضم قديما فنار الإسكندرية الذى يعد من عجائب الدنيا السبع. تم بناء قلعة قايتباي مكانه، تقع قلعة قايتباي في نهاية جزيرة فاروس بأقصى غرب الإسكندرية، وشيدت في مكان منارة الإسكندرية القديمة التي تهدمت سنة 702 هـ إثر الزلزال المدمر الذي حدث في عهد السلطان الناصر محمد بن قلاوون، وقد بدأ السلطان الأشرف أبو النصر قايتباي بناء هذه القلعة في سنة 882 هـ وانتهى من بنائها سنة 884 هـ.